# Karneades von Kyrene

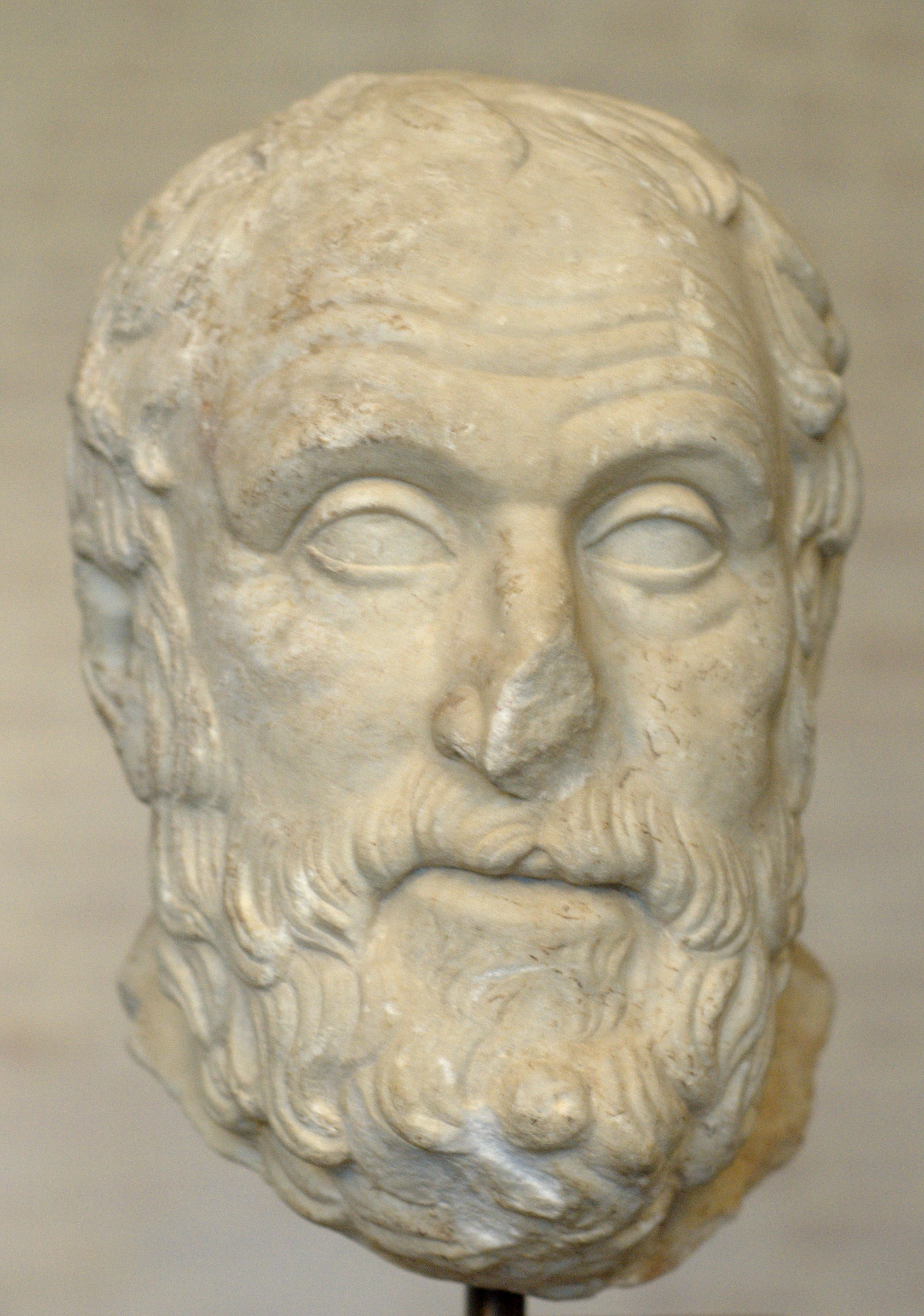
Karneades, römische Kopie eines griechischen Originals des späten 2. Jahrhunderts v. Chr., Glyptothek, München

Karneades von Kyrene (altgriechisch Καρνεάδης Karneádēs, latinisiert Carneades; * 214/213 v. Chr. in Kyrene; † 129/128 v. Chr. in Athen) war ein berühmter griechischer Philosoph im Hellenismus. Die früher mitunter genutzte Bezeichnung Karneades der Ältere ist obsolet, da seit 2019 bekannt ist, dass sein mutmaßlicher gleichnamiger Schüler und Nachfolger „Karneades der Jüngere“ nicht existiert hat.
Karneades lebte in Athen und war dort Leiter (Scholarch) der Platonischen Akademie. Seine Schüler waren zahlreich, und obwohl er keine Schriften verfasste, prägte seine außerordentliche Autorität den Diskurs in der Akademie bis zu deren Untergang im 1. Jahrhundert v. Chr. Er gehört zu der seit Arkesilaos in der Akademie herrschenden Richtung, die als „jüngere Akademie“ bezeichnet wird. Sie unterscheidet sich von der „älteren Akademie“ durch die Einführung des Skeptizismus, des prinzipiellen Zweifels an der Beweisbarkeit philosophischer Aussagen. Mitunter wird auch zwischen einer mit Arkesilaos beginnenden „mittleren“ und einer von Karneades initiierten „neuen“ oder „dritten“ Akademie unterschieden. Das ist aber kaum sinnvoll, denn Karneades hat keinen Kurswechsel eingeleitet, sondern die von Arkesilaos eingeschlagene Richtung beibehalten.
In der Konfrontation mit „dogmatischen“ Lehren baute Karneades das Instrumentarium des Skeptizismus aus und setzte es geschickt zur Widerlegung gegnerischer Behauptungen ein, ohne sich dabei selbst auf eine bestimmte Lehrmeinung festzulegen. Im Vordergrund stand dabei die Auseinandersetzung mit der Stoa, einer rivalisierenden Philosophenschule. Gegenstand der Kontroverse war vor allem die Frage nach Kriterien zur Bestimmung des Wahrheitsgehalts von Aussagen. Karneades bestritt die stichhaltige Begründbarkeit von Wahrheitskriterien. Aufsehen erregte er in Rom, wo er während einer Reise, die er als Gesandter seiner Heimatstadt unternahm, erfolgreich in der Öffentlichkeit für seine Philosophie warb; seine Relativierung herkömmlicher Wertvorstellungen faszinierte die Jugend, stieß aber auch auf entschiedenen Widerstand.

## Leben
Die biographische Hauptquelle ist die wenig ergiebige Lebensbeschreibung des Karneades beim Doxographen Diogenes Laertios, der vor allem Anekdoten wiedergibt. Vereinzelte Angaben bieten die nur fragmentarisch erhaltenen Academica (Academicorum index) des Philodemos.

### Herkunft und Ausbildung
Karneades stammte – wie eine Reihe weiterer bedeutender Gelehrter – aus der Stadt Kyrene im heutigen Libyen. Er wurde 214 oder 213 v. Chr. geboren. Über seinen familiären Hintergrund und seine Jugend ist nichts bekannt. Vermutlich kam er schon früh nach Athen, wo er sich der Akademie anschloss und später das Bürgerrecht erwarb.
In Athen studierte er bei Hegesinus von Pergamon, der damals als Scholarch die Akademie leitete. Intensiv setzte sich Karneades mit den Lehren der Stoa auseinander, vor allem mit dem Werk des bereits verstorbenen prominenten Stoikers Chrysippos. Er besuchte auch Lehrveranstaltungen über Dialektik bei Diogenes „dem Babylonier“ (Diogenes von Seleukia), der damals die stoische Schule leitete. Zu einem unbekannten Zeitpunkt vor 155 wurde er als Nachfolger des Hegesinus Scholarch.

### Gesandtschaftsreise nach Rom
Im Jahr 155 schickten die athenischen Behörden die sogenannte „Philosophengesandtschaft“ nach Rom. Dieser Gesandtschaft gehörten die Oberhäupter von drei der vier großen Philosophenschulen der Stadt an: Karneades vertrat die Akademie, Diogenes von Seleukia die Stoa und Kritolaos von Phaselis den Peripatos. Die Entsendung der Philosophen zeigt, dass die Athener auf eine positive Einstellung der römischen Oberschicht zur griechischen Kultur rechnen konnten. Der Anlass war ein Konflikt zwischen Athen und der Stadt Oropos, der dazu geführt hatte, dass die Athener Oropos besetzten und plünderten. Darauf waren sie zu einer hohen Geldbuße von 500 Talenten verurteilt worden. Die Aufgabe der Gesandten war es, einen Erlass oder zumindest eine Reduzierung der Strafe zu erlangen. Zu diesem Zweck erschienen sie vor dem römischen Senat, wo sie ihr Ziel erreichten; die Buße wurde auf 100 Talente herabgesetzt. Die Philosophen hielten aber auch Vorträge in der Stadt, und das öffentliche Auftreten des Karneades erregte großes Aufsehen. Es war der erste Kontakt der römischen Öffentlichkeit mit prominenten Repräsentanten griechischer Philosophie und Redekunst, wobei allerdings zumindest im Senat die Dienste eines Dolmetschers, der ins Lateinische übersetzte, benötigt wurden.
Karneades plädierte in Rom, wie es seiner skeptischen Methodik entsprach, nacheinander für zwei entgegengesetzte Überzeugungen, um so deren Subjektivität, Einseitigkeit und Fragwürdigkeit zu verdeutlichen. An einem Tag hielt er eine Rede für die Gerechtigkeit, am folgenden Tag eine Rede gegen sie. Beide Positionen soll er so wirkungsvoll vertreten haben, dass die römische Jugend von der dialektischen Kunst der Argumentation begeistert war. Möglicherweise sind die überlieferten Angaben darüber literarisch ausgeschmückt, doch ist davon auszugehen, dass das Auftreten des Karneades einen wesentlichen Anstoß zur Einbürgerung der Philosophie in Rom gab. Allerdings rief die Gesandtschaft auch heftigen Protest hervor; konservativ-altrömisch gesinnten Kreisen missfiel sowohl der ausländische kulturelle Einfluss als auch die Unterminierung herkömmlicher, traditionell als selbstverständlich akzeptierter Werte wie der Gerechtigkeit durch den Skeptizismus und die Macht der Redekunst. Der Sprecher dieser griechen-, rhetorik- und philosophiefeindlichen Strömung, Cato der Ältere, drängte auf rasche Verabschiedung der Gesandten, da er meinte, ihr Auftreten sei jugendgefährdend.
Cicero präsentiert in seiner nur teilweise erhaltenen Schrift De re publica eine Argumentation, die er einem Sprecher in den Mund legt, der angeblich den Ausführungen des Karneades in dessen zweiter Rede über die Gerechtigkeit folgt. Sie enthält unter anderem Bemerkungen, die als heftige Kritik am römischen Imperialismus gedeutet werden können, obwohl der Redner selbst nicht als Kritiker auftritt, sondern den Imperialismus im Rahmen seiner Argumentation gegen die Gerechtigkeitsidee billigt. Wahrscheinlich handelt es sich dabei um Ergänzungen Ciceros; es ist sehr unwahrscheinlich, dass sich Karneades als Gesandter Athens in Rom derart unvorsichtig äußerte.

### Leiter der Akademie

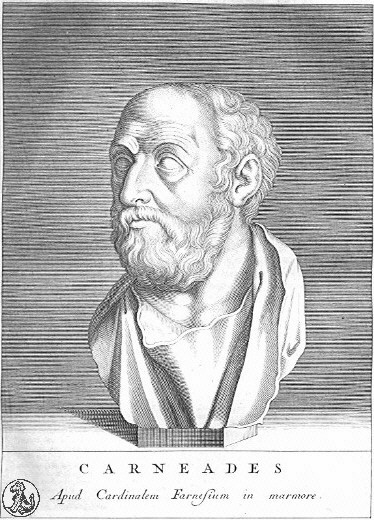
Stich einer verschollenen antiken Karneades-Büste

Als Leiter der Akademie kämpfte der Skeptiker Karneades unablässig gegen die „dogmatischen“ Lehren rivalisierender Philosophenschulen, doch zu manchen ihrer Vertreter hatte er ein gutes, respektvolles Verhältnis. So war er mit dem Epikureer Philonides eng befreundet, und ein anderer Epikureer, Zenon von Sidon, gehörte zu seinen Hörern und Bewunderern. Seiner Auseinandersetzung mit der Lehre des Stoikers Chrysippos verdankte er so wichtige Anstöße, dass er oft zu bemerken pflegte: „Wenn es Chrysippos nicht gäbe, gäbe es auch mich nicht.“ Trotz der seit Platons Zeiten traditionell rhetorikfeindlichen Haltung der Akademie besuchten auch Rhetoriker seine Vorträge, denn seine rednerische Begabung beeindruckte die Zeitgenossen tief. Er war ein gefürchteter Debattierer; einer seiner philosophischen Hauptgegner, Antipatros von Tarsos, der Nachfolger des Diogenes von Seleukia als Scholarch der Stoa, ließ sich nicht auf eine mündliche Auseinandersetzung mit ihm ein, sondern antwortete nur schriftlich auf seine Argumente.
Legendär war sein Arbeitseifer, der ihn veranlasste, alle Einladungen zu Gastmählern abzulehnen. Er blieb unverheiratet und soll sich mit solcher Ausschließlichkeit den philosophischen Studien gewidmet haben, dass er sein Äußeres vernachlässigte: Haare und Fingernägel ließ er angeblich unbekümmert wachsen.
Sein Aussehen ist aus mehreren Porträtbüsten und einem Relief bekannt. Dabei handelt es sich um Kopien, die auf ein Original zurückgehen dürften, das wohl erst nach dem Tod des Philosophen im späten 2. Jahrhundert v. Chr. angefertigt wurde. Das Original war vermutlich ein Karneades-Denkmal, das Cicero bei seinem Aufenthalt in Athen noch dort vorfand. Das Denkmal ist vermutlich mit einer bronzenen Sitzstatue zu identifizieren, deren Basis 1880 ausgegraben wurde. Sie war auf der Agora aufgestellt, was eine hohe Ehrung bedeutete; anscheinend war Karneades der einzige Philosoph, der jemals dort mit einer Statue geehrt wurde. Die Basis trägt eine Inschrift, die ein athenisches Brüderpaar, Attalos und Ariarathes, als Stifter nennt. Diese ansonsten unbekannten Personen wurden in der älteren Forschung irrtümlich mit den Königen Attalos II. von Pergamon und Ariarathes V. von Kappadokien gleichgesetzt.
Karneades amtierte als Scholarch, bis er die Leitung der Schule 137/136 aus Gesundheitsgründen – angeblich war er erblindet – abgeben musste. Wahrscheinlich behielt er dank seiner Autorität weiterhin bis zu seinem Tod (129/128) einen maßgeblichen Einfluss in der Akademie. Einer Anekdote zufolge erwog er, als er schwer erkrankt war, sich nach dem Vorbild seines philosophischen Gegners Antipatros von Tarsos das Leben zu nehmen, schreckte aber davor zurück.

## Philosophie

### Grundlagen der skeptischen Erkenntniskritik
Unter der Leitung des Arkesilaos, der von 268/264 bis 241/240 Scholarch war, hatte die Akademie eine radikale Wendung zum Skeptizismus vollzogen. Darin sahen die akademischen Skeptiker aber keine Abkehr von Sokrates und Platon, sondern nur die konsequente Fortsetzung einer Denktradition, deren Prinzipien bereits in Platons aporetischen Dialogen angelegt waren. Unter Aporie – wörtlich „Ausweglosigkeit“ – verstand man die Ratlosigkeit, die sich einstellt, wenn alle Bemühungen, eine philosophische Frage zu klären, statt zu gesichertem Wissen nur zu Mutmaßungen geführt haben. Wenn solche Erfahrungen verallgemeinert werden, führen sie zu einem prinzipiellen Skeptizismus.
Der akademische Skeptizismus entwickelte sich aus der Konfrontation mit dem Wissensbegriff und dem Erkenntnismodell der Stoa. Nach der stoischen Lehre geht alles Wissen auf Vorstellungen (phantasíai) zurück, die von Eindrücken aus der Außenwelt herrühren. Eine Vorstellung ist richtig, wenn sie von etwas ausgegangen ist, was real existiert, und wenn sie diese Realität getreu wiedergibt. Wenn eine Vorstellung auftaucht, entscheidet die Person, ob sie der Vorstellung ihre Zustimmung (synkatáthesis) gibt oder verweigert. Ein „Erfassen“ (katálēpsis) liegt vor, wenn man einer richtigen Vorstellung zustimmt und daher einen Sachverhalt korrekt erfasst. Dazu sind sowohl Weise als auch gewöhnliche Menschen in der Lage. Das Merkmal des Weisen ist, dass er nur richtigen Vorstellungen zustimmt und die einzelnen Erfassungen überdies sinnvoll zu einem philosophischen System zusammenfügen kann, womit er wirkliches Wissen (epistḗmē) erlangt. Eine richtige Vorstellung, die eine untrügliche Erfassung der Wirklichkeit ermöglicht, wird „erfassungsvermittelnde Vorstellung“ (katalēptikḗ phantasía) genannt. Sie ist an ihrer Klarheit und Unzweideutigkeit zu erkennen, an der unbestreitbaren Evidenz (enárgeia), mit der sie sich unmittelbar einleuchtend aufdrängt. Da bei dieser absolut zuverlässigen Wahrheitserkenntnis jede Irrtumsmöglichkeit ausgeschlossen sein muss, wird eine richtige, wahrheitsgemäße Vorstellung definiert als eine, die so beschaffen ist, dass es keine falsche geben kann, die ihr so ähnlich ist, dass sie mit ihr verwechselt werden kann. Nichts anderes als der tatsächliche Sachverhalt kann eine solche Vorstellung erzeugen. Erfüllt eine Vorstellung diese Voraussetzung nicht, so kann sie nicht zu Wissen führen, sondern nur zu einer philosophisch wertlosen Meinung. Die Zustimmung zu solchen Meinungen ist grundsätzlich zu unterlassen.
Der akademische Skeptizismus übernimmt diese Terminologie und das Wahrheitskriterium der Stoa, um zu zeigen, dass alle solchen Versuche, zur Wahrheit vorzudringen, zum Scheitern verurteilt seien. Die Kernthese des Skeptizismus besagt, dass es keine einzige nachweislich zuverlässige Vorstellung gebe. Daher sei jeder Wahrheitsanspruch, der für eine Aussage erhoben wird, als unbegründet zurückzuweisen. Es gebe nur unterschiedliche Meinungen, die unzulänglich begründet und daher alle gleichermaßen philosophisch unbrauchbar seien. Daraus ergebe sich für einen Philosophen die Verpflichtung, sich aller Urteile zu enthalten. Niemals dürfe er sich eine bestimmte Meinung zu eigen machen, denn wer einer unsicheren Annahme zustimme, behandle sie unzulässigerweise wie eine gesicherte Erkenntnis. Die Aufgabe des skeptischen Philosophen sei es vielmehr, das Scheinwissen der „Dogmatiker“ zu entlarven und ihre Behauptungen zu widerlegen. Dabei stelle er keine eigenen (objektsprachlichen) Behauptungen über wirkliche Sachverhalte auf, für die er einen Wahrheitsbeweis antreten müsste, sondern nur metasprachliche Behauptungen über Aussagen der Gegner.

### Karneades’ Ausarbeitung der Erkenntniskritik
Wie schon bei Arkesilaos lautet auch bei Karneades der Haupteinwand gegen die stoische Erkenntnislehre, es sei in keinem einzigen Fall möglich, den Nachweis zu erbringen, dass eine Vorstellung das stoische Wahrheitskriterium erfülle, denn es sei kein Merkmal einer richtigen Vorstellung bekannt, das nicht auch bei einer trügerischen vorkommen könne. Karneades verfeinert die Argumentation des Arkesilaos, baut sie aus und illustriert sie mit zusätzlichen Beispielen. Dabei berücksichtigt er die Gegenargumente des Stoikers Chrysippos. Er beginnt mit den Vorstellungen im Bereich der sinnlichen Wahrnehmung und bestreitet, dass es ein brauchbares Kriterium für deren Zuverlässigkeit gibt. Dann geht er zum Denken über und weist darauf hin, dass das Denkvermögen nur dasjenige beurteilen könne, was ihm vom Wahrnehmungsvermögen dargeboten wird. Daher müsse es ebenso irrtumsanfällig sein wie seine Basis in der Sinneswahrnehmung. Er argumentiert, eine falsche Vorstellung erscheine dem Individuum in gleichem Maße einleuchtend und wirke ebenso zum Handeln anspornend wie eine richtige. Was die gleichen Reaktionen auslöse, sei nicht unterscheidbar, denn eine Sinneswahrnehmung sei nur durch die Art ihrer Einwirkung auf den Wahrnehmenden für ihn relevant. Außerdem seien Vorstellungen, die sinnlich wahrnehmbare Sachverhalte wiedergeben, vom jeweiligen Zeitpunkt der Wahrnehmung bestimmt. Daher seien sie von den unablässigen Veränderungen der Objekte mitbetroffen, beispielsweise hinsichtlich des Aussehens, das ständigem Wandel unterworfen sei. Hierzu verweist Karneades auf Veränderungen der Farbe, der Größe, der äußeren Form und der Bewegung, die ein Objekt zu verschiedenen Zeiten unterschiedlich aussehen lassen. Je nach der Beobachterperspektive erzeuge ein Objekt ganz unterschiedliche Eindrücke. Somit seien die Eigenschaften des Objekts nicht mit Sicherheit zu erfassen.

### Selbsteinschluss
Die skeptische Erkenntniskritik war dem Einwand ausgesetzt, es liege ein Selbstwiderspruch vor, denn die Aussage, gesichertes Wissen sei unerreichbar, sei selbst eine aus skeptischer Sicht unzulässige Tatsachenbehauptung. Als konsequenter Skeptiker berücksichtigte Karneades diesen Einwand, indem er ausdrücklich den Selbsteinschluss bejahte, also auch seine eigenen Prämissen dem Vorbehalt unterwarf, dass nichts mit Sicherheit erkannt werde. Zu diesen Prämissen gehört beispielsweise die Annahme, dass es objektiv Wahres und Unwahres gibt, wodurch die Bezeichnung einer Aussage als „richtig“ oder „falsch“ einen Sinn erhält.
Die Einbeziehung der eigenen Prämissen und Aussagen in den skeptischen Zweifel führt zur Frage, inwieweit Karneades seine Position ernst nehmen konnte, wenn er sie letztlich auch nur als eine der unbewiesenen Meinungen betrachtete. In letzter Konsequenz müsste der Skeptizismus dazu führen, die eigenen Aussagen des Skeptikers nicht als echte Behauptungen aufzufassen, sondern als nur zum Zweck der Argumentation diskutierte Hypothesen. Dann besteht der einzige Zweck dieser Aussagen darin, dem Gegner die Widersprüchlichkeit und Unzulänglichkeit seines Systems aufzuzeigen, indem man im Rahmen der Prämissen dieses Systems argumentiert, ohne sie wirklich zu akzeptieren. Ob Karneades in diesem Sinn seine Position nicht wirklich, sondern nur fiktiv eingenommen hat, war schon seinen Zeitgenossen unklar und ist auch in der modernen Forschung umstritten. Unterstellt man ihm diese Haltung, so erscheint seine Philosophie zwar konsequent, erschöpft sich aber im rein Oppositionellen und Destruktiven. Nimmt man an, dass er seine Prämissen für richtig hielt, so erhält seine Philosophie einen eigenen Gehalt, setzt sich aber dem Vorwurf der Inkonsequenz aus.
Eine mögliche Lösung ist der Fallibilismus, eine Position, die Meinungen zulässt unter der Bedingung, dass man deren Irrtumsanfälligkeit stets im Auge behält. Der Fallibilismus ist mit dem Selbsteinschluss des Skeptizismus gut vereinbar, da ein Fallibilist auch die Annahme, nichts werde mit Sicherheit erkannt, als eine solche irrtumsanfällige Meinung vertreten kann. Es ist versucht worden, Karneades in diesem Sinne als Fallibilisten zu deuten. Dies läuft allerdings darauf hinaus, ihm eine Rehabilitierung des Akzeptierens unbewiesener Meinungen zu unterstellen, womit wiederum ein Selbstwiderspruch droht.

### Plausibilität und Handlungsmodell
Einwände gegen den Skeptizismus
Ein gewichtiger Einwand der antiken „Dogmatiker“ gegen den Skeptizismus lautete, wenn alle Meinungen gleichermaßen wertlos seien, könne es kein Kriterium für Entscheidungen mehr geben. Nach einem solchen Prinzip könne aber niemand leben, denn auch Skeptiker seien ständig gezwungen, zwischen verschiedenen Handlungsoptionen zu wählen, was faktisch auf eine Zustimmung zu Meinungen hinauslaufe. Daraus ergebe sich ein fundamentaler Gegensatz zwischen skeptischer Philosophie und Lebenspraxis. Konsequent umgesetzt führe die skeptische Erkenntniskritik zur apraxía („Untätigkeit“). Aus gegnerischer Sicht verfehlte damit der Skeptizismus das eigentliche Ziel der Philosophie, dem Menschen nachvollziehbar begründete Kriterien einer vernunftgemäßen Lebensführung zu vermitteln. Überdies wurde argumentiert, schon die Bildung von Allgemeinbegriffen setze Zustimmung zu erfassten Sachverhalten voraus.
Modell der abgestuften Glaubwürdigkeit
Als Antwort auf die Vorwürfe der Kritiker entwickelte Karneades eine Handlungstheorie, in welcher der Begriff des Plausiblen, Glaubwürdigen oder Wahrscheinlichen eine zentrale Rolle spielt.
Zwar hält Karneades alles für „unerfassbar“ im Sinne des stoischen Erfassensbegriffs, aber im Unterschied zu den früheren akademischen Skeptikern unterscheidet er zwischen Unerfassbarem und Unklarem. Etwas Unerfassbares sei nicht notwendigerweise unklar, und es sei abwegig, alles im gleichen Grad für unsicher zu halten. Vorstellungen sind für Karneades in Bezug auf das vorgestellte Objekt wahr oder falsch, in Bezug auf den Vorstellenden aber erscheinen sie mehr oder minder deutlich als „glaubhaft“. Der Fachbegriff pithanón („glaubhaft“) wird auch mit „überzeugend“ oder „vertrauenerweckend“ übersetzt, sehr oft mit „wahrscheinlich“. Ob der Begriff des Wahrscheinlichen, der damals (im modernen Sinn) noch nicht existierte, das Gemeinte angemessen wiedergibt, ist in der Forschung umstritten. Glaubhaft ist etwas, was sich plausibel als wahr darbietet, aber auch falsch sein kann. Mit der Abstufung der Glaubhaftigkeit führt Karneades einen gegenüber dem älteren Skeptizismus neuen Gedanken ein; die beiden Möglichkeiten „wahr“ und „falsch“ haben nicht wegen des Mangels an Unterscheidungskriterien gleiches Gewicht, sondern eine Abwägung ist zulässig. Die Abwägung ergibt, dass manche Annahmen mehr Vertrauen verdienen als andere. Bei Vorstellungen, die in besonders hohem Maße „wahr scheinen“, darf man darauf vertrauen, dass sie sich nur in seltenen Ausnahmefällen als falsch erweisen. An ihnen kann man Entscheidungen und Handlungen ausrichten, indem man sich an das hält, was meistens eintritt. Karneades geht somit auch von einer Wahrscheinlichkeit im „statistischen“ Sinne aus.
Ob man seine Position als Probabilismus (auf Wahrscheinlichkeitsannahmen fußende Philosophie) bezeichnen kann, ist allerdings umstritten, da die Meinungen darüber, inwieweit Karneades’ Glaubwürdigkeitsbegriff im Sinne von Wahrscheinlichkeit zu deuten ist, auseinandergehen. Außerdem versteht man unter Probabilismus eine bestimmte Lehrmeinung und somit etwas „Dogmatisches“; daher ist die Vereinbarkeit einer solchen Position mit einer konsequent skeptischen Haltung zweifelhaft.
Kriterien für die Glaubwürdigkeit einer Vorstellung sind, dass sie nicht im Widerspruch zu anderen plausiblen Vorstellungen steht und dass sie gründlich überprüft worden ist. Sind beide Bedingungen erfüllt, so liegt der höchste Wahrscheinlichkeitsgrad vor. Zu überprüfen sind etwa bei einem sichtbaren Objekt das Wahrnehmungsvermögen des Untersuchenden, die Wahrnehmbarkeit des Objekts (das beispielsweise nicht zu klein sein darf) und die Umstände der Wahrnehmung (wie etwa die Klarheit der Luft, der Abstand, gegebenenfalls die Geschwindigkeit des Objekts). Die anderen plausiblen Vorstellungen, denen die zu überprüfende Vorstellung nicht widersprechen darf, sind in der Erinnerung gespeichert. Wenn beispielsweise eine Person auftaucht, von der bekannt ist, dass sie bereits verstorben ist oder dass sie sich anderswo aufhält, so hat man davon auszugehen, dass es sich um ein Trugbild handelt. Widerspricht eine Vorstellung keiner anderen plausiblen Vorstellung, so gilt sie als „unbehindert“ oder „nicht (durch Widerspruch) gestört“ (ἀπερίσπαστος aperíspastos).
Die Abstufung der Plausibilität bedeutet nicht, dass man sich mit der Erhöhung der Wahrscheinlichkeit einer philosophisch feststellbaren Wahrheit annähert. Die Abwägung der Glaubwürdigkeit dient vielmehr ausschließlich dem Zweck, einen Orientierungsrahmen für die Praxis der Lebensführung zu etablieren.
Angewendet wurde das Wahrscheinlichkeitsmodell in erster Linie auf einfache, für praktische Entscheidungen relevante Fragen aus dem Bereich der sinnlichen Wahrnehmung. Für komplexe Probleme abstrakter Art und philosophische Lehrmeinungen konnte es im Rahmen einer skeptischen Weltanschauung nicht in Betracht kommen, da die Glaubwürdigkeitskriterien dort nicht ausreichend zur Verfügung stehen.
Reaktionen auf das Glaubwürdigkeitskonzept
Das Glaubwürdigkeitskonzept des Karneades erscheint gegenüber der Auffassung der früheren akademischen Skeptiker um Arkesilaos und der radikalen „pyrrhonischen“ Skeptiker als eine abgemilderte Variante des Skeptizismus. Diese Position war sowohl dogmatischer als auch radikal skeptischer Kritik ausgesetzt. Vor allem wurde sie als inkonsequent angegriffen. Der Haupteinwand lautete, dass der Sinn von Aussagen über Glaubwürdigkeit oder Wahrscheinlichkeit darin bestehe, das Verhältnis dieser Aussagen zur Wahrheit zu bestimmen. Wer aber die Wahrheit für unerfassbar erkläre, dem fehle auch jedes Kriterium für Aussagen darüber, wie ähnlich etwas der Wahrheit sei oder wie weit es vermutlich von ihr entfernt sei. Weiterhin wurde eingewendet, das Akzeptieren unterschiedlicher, teils hoher Wahrscheinlichkeitsgrade laufe auf die verpönte Zustimmung zu bloßen Meinungen hinaus.
Karneades’ Antworten auf diese Einwände sind nicht im Detail zuverlässig überliefert. Offenbar unterschied er zwischen unzulässigem Zustimmen in der Theorie und akzeptablem pragmatischem Befolgen in der Praxis (ohne Stellungnahme zum Wahrheitsgehalt). Die Angaben in den Quellen spiegeln die unterschiedlichen Interpretationen seiner Philosophie durch seine Schüler, die teils radikale, teils gemäßigte Skeptiker waren. Radikale wie Kleitomachos behaupteten, Karneades habe sich konsequent jeder Zustimmung und damit auch jeder Meinung enthalten. Kleitomachos formulierte dies drastisch: Karneades habe die Zustimmung zu Meinungen im menschlichen Geist „wie ein wildes, schreckliches Tier“ ausgerottet, und dies sei eine mit den Heldentaten des Herakles vergleichbare Leistung. Gemäßigte hielten dem entgegen, er habe in manchen Fällen gebilligt, dass man aus einer plausiblen Vorstellung eine Meinung ableitet und sich diese dann zu eigen macht.

### Auseinandersetzungen und ihre Methoden
Beide Seiten vertreten
In erster Linie befasste sich Karneades mit der kritischen Untersuchung von Lehrmeinungen „dogmatischer“ Philosophen. Gern führte er absurde Konsequenzen der gegnerischen Positionen an. Teils ging er in herkömmlicher Weise vor, indem er Schwächen und Widersprüche aufzuzeigen versuchte, teils wendete er eine von ihm perfektionierte Methode an, die unter der lateinischen Bezeichnung in utramque partem dicere („für beide Seiten plädieren“) bekannt ist. Sie besteht darin, dass man die Argumente für verschiedene einander ausschließende Meinungen zusammenstellt und damit nacheinander für die gegensätzlichen Standpunkte plädiert. Auf diesem Weg soll demonstriert werden, dass keine Position eindeutig überlegen ist und dass es gewichtige Einwände gegen alle Lehrmeinungen gibt. Damit gelangt man, wie es der skeptischen Auffassung entspricht, zum Ergebnis, dass die Frage trotz aller Bemühungen letztlich offenbleiben muss.
Die Argumente, die Karneades im Rahmen solcher Untersuchungen vortrug, wirkten mitunter so überzeugend, dass der Eindruck entstand, er bevorzuge eine der Meinungen. Dieser Eindruck war jedoch trügerisch, denn er legte sich getreu seiner Überzeugung nie fest. Daher bemerkte Kleitomachos, sein prominentester Schüler, er habe nie herausfinden können, was Karneades’ eigene Ansicht war.
Divisio Carneadea
Eine weitere Methode ist die von Cicero so bezeichnete Divisio Carneadea („Klassifizierung nach Karneades“). Sie besteht in der Sammlung und Klassifizierung nicht nur aller bisher geäußerten, sondern auch aller überhaupt möglichen Lösungsvorschläge zu einem Problem. Cicero veranschaulicht dies am Beispiel der Güterlehre. Die einzelnen Künste bzw. Techniken wie beispielsweise die Medizin (Heilkunst) oder die Navigation (Steuermannskunst) haben Bezugspunkte, um derentwillen sie studiert und praktiziert werden (Gesundheit bzw. sichere Seefahrt). Die Vernunft ist die „Kunst“, deren Bezugspunkt „das Leben“ ist, das heißt nach hellenistischem Verständnis das richtige Leben, die Eudaimonie (Glückseligkeit, glückliches Leben, lateinisch vita beata). Das Wesen der Eudaimonie und damit der Weg zu ihr ist aber unter den Philosophen umstritten. Hier ergibt sich zunächst eine Einteilung der Güterlehren nach den unterschiedlichen Auffassungen über das Wesen der Eudaimonie. Manche suchen die Eudaimonie im Erleben der Lust, andere im Zustand der Schmerzlosigkeit, wiederum andere in der Verwirklichung des Naturgemäßen. Ein weiteres Einteilungsprinzip, das mit dem ersten kombiniert wird, ist die Unterscheidung nach der Art des angestrebten Ziels. Entweder ist das Ziel etwas Erstrebtes (beispielsweise Lust), dessen Erlangung die Eudaimonie herbeiführen soll, oder das Streben enthält selbst zugleich das Ziel in sich, so dass die Eudaimonie auch dann verwirklicht wird, wenn ein abschließender Erfolg ausbleibt. Beispielsweise betrachten die Stoiker das Streben nach dem Naturgemäßen als Ziel in sich. Die Kombination beider Einteilungen ergibt sechs mögliche Eudaimonielehren. Zusätzliche Möglichkeiten ergeben sich, wenn die Tugend als etwas Angestrebtes einbezogen wird. Die Mannigfaltigkeit der zusammengestellten Möglichkeiten soll zur Relativierung aller Lehren führen und damit zur Einsicht, dass keine von ihnen Allgemeingültigkeit beanspruchen darf.
Kritik an willkürlichen Annahmen
In seiner Argumentation gegen verbreitete, herkömmliche Lehren versucht Karneades insbesondere zu zeigen, dass zentrale Konzepte dieser Traditionen keinen klar und stimmig definierbaren Inhalt haben. So greift er in der Gerechtigkeitsdebatte die Naturrechtsidee an, indem er bestreitet, dass es brauchbare Definitionsmerkmale für ein überpositives Recht gibt. Die Rechtssatzungen der Völker sind unterschiedlich und zum Teil gegensätzlich und überdies Veränderungen unterworfen; es gibt kein Kriterium, nach dem man einzelnen Bestimmungen einen Absolutheitsrang zuweisen könnte. Auf ähnliche Weise geht er gegen die unterschiedlichen theologischen Konzepte vor, indem er deren Gottes- bzw. Göttervorstellungen angreift und auf Widersprüche und mangelnde Konsequenz in den Beschreibungen und Definitionen der Gottheit hinweist. So wendet er sich beispielsweise gegen die Verbindung von Theologie und Tugendlehre. Er argumentiert, wenn Gott glücklich sei und Glück ohne Tugend undenkbar sei, müsse Gott über alle Tugenden verfügen. Dies könne aber nicht der Fall sein, da manche Tugenden einen Mangel voraussetzen, in dessen Meisterung sie bestehen. So könne Gott nicht tapfer sein, denn sonst gäbe es etwas, was ihn in Furcht versetzen kann, und er könne auch nicht standhaft sein, da Standhaftigkeit voraussetzt, dass man sich um etwas bemühen muss. Ferner kritisiert Karneades willkürliche Aspekte der Götterverehrung, die sich bei der Auswahl der zu verehrenden Götter zeigen.
Eine bei Karneades beliebte Argumentationsmethode ist der Haufenschluss (griechisch sōreítēs, latinisiert sorites). Er greift die Terminologie der Gegner an, indem er zu zeigen versucht, dass ihre Begriffe nicht sinnvoll und sauber abgrenzbar seien, da bei gleitenden Übergängen jede Abgrenzung willkürlich sei und einer überzeugenden Begründung entbehre. Auch sei die Abgrenzung des Geltungsbereichs ihrer Aussagen willkürlich. Beispielsweise werde eine natürliche Gerechtigkeit (Naturrecht) als verbindliche Norm angenommen, der zufolge jeder das bekommen soll, was ihm zusteht (suum cuique). Dabei sei jedoch unklar, ob mit „jeder“ auch Tiere gemeint sind, ob sich also die Gerechtigkeit auch auf den Umgang mit der Tierwelt zu erstrecken hat. Darüber seien die Philosophen uneinig. Damit nimmt Karneades auf die Überzeugung der Stoiker Bezug, dass es keinerlei Pflichten des Menschen gegenüber den Tieren gebe; er verweist darauf, dass Pythagoras und Empedokles die entgegengesetzte Auffassung vertraten.
Determinismus und Willensfreiheit
Zu den Lehren, die Karneades bekämpft, gehören auch der Determinismus, das Postulat einer göttlichen Vorsehung und die Annahme der Vorhersagbarkeit der Ereignisse im menschlichen Leben. Dabei argumentiert er insbesondere, ein deterministisches Modell könne nur dann einleuchtend begründbar sein, wenn seine Vertreter die Unmöglichkeit spontaner Willensregungen aufzeigen könnten, wozu sie jedoch nicht in der Lage seien.
Argumente gegen die Willensfreiheit schreiben ihm die Quellen nicht zu, sondern nur gegen deren Begründung bei den Epikureern. Das Fehlen entsprechender Berichte gestattet aber nicht die Folgerung, er sei diesbezüglich von der Urteilsenthaltung abgewichen und habe die Lehrmeinung vertreten, es gebe tatsächlich einen freien Willen.

## Rezeption

### Schüler und Nachfolger

Liste von Schülern des Karneades in den Academica des Philodemos (Papyrus Herculanensis 1021, Spalte 23 der Oxforder Abschrift)

Die auf Karneades folgenden Scholarchen, Polemarchos von Nikomedien († 131/130) und dessen Nachfolger Krates von Tarsos († 127/126), waren anscheinend relativ farblose Persönlichkeiten. Als Schüler des Karneades setzten sie nach seinem Rücktritt seine Tradition fort, wobei er wohl weiterhin Einfluss nahm. Sein prominentester Schüler Kleitomachos hielt sich in dieser Übergangszeit zunächst der Akademie fern. Erst nach dem Tod des älteren Karneades kehrte er 129/128 zurück; 127/126 übernahm er das Amt des Scholarchen.
Die zahlreichen Schüler des Karneades beriefen sich nach seinem Tod auf seine Autorität. Die prominenteren unter ihnen traten als Hüter seines geistigen Erbes auf, welches sie jedoch unterschiedlich interpretierten. Manche, von denen Kleitomachos der bekannteste war, traten für eine radikale Variante des Skeptizismus ein, andere, wie Metrodoros von Stratonikeia, profilierten sich als Vertreter relativ gemäßigter Positionen. Von den über 40 Schülern sind meist nur die Namen und Herkunftsorte überliefert. Aus ihrer Aufzählung lässt sich ersehen, wie attraktiv die von Karneades geleitete Akademie in der gesamten griechischsprachigen Welt als Ausbildungsstätte war. Zu den etwas bekannteren Namen gehören: Charmadas, der nach Karneades’ Tod zeitweilig zu den führenden Akademikern zählte, Hagnon von Tarsos, der Tragödiendichter Melanthios von Rhodos, Aischines von Neapolis und Metrodoros von Skepsis. Auch von ihnen berichten die Quellen allerdings nur wenig. Ein römischer Hörer des Karneades war Quintus Caecilius Metellus Numidicus, der im Jahr 109 v. Chr. Konsul wurde.

### Nachwirkung nach dem Untergang der Akademie
Mit dem Untergang der „jüngeren Akademie“ in den Wirren des Ersten Mithridatischen Krieges endete in den achtziger Jahren des 1. Jahrhunderts v. Chr. die Lehrtradition des Karneades. Er blieb aber als scharfsinniger Denker und gewandter Redner in der Erinnerung der Nachwelt, vor allem dank Cicero, der ihn überschwänglich lobte und verschiedentlich auf seine Äußerungen Bezug nahm. Valerius Maximus überliefert eine Anekdote, in der Karneades als geistesabwesender Gelehrter erscheint, der das Essen vergessen hätte, wenn sich nicht seine Haushälterin Melissa um seine Ernährung gekümmert hätte.
Da die Mittelplatoniker den Skeptizismus als Irrweg betrachteten, wurde in ihren Kreisen ein negatives Bild von Karneades geformt. Numenios, ein prominenter Mittelplatoniker des 2. Jahrhunderts n. Chr., beschimpfte ihn in seiner Abhandlung „Über die Abwendung der Akademiker von Platon“ als Piraten und Schwindler, der sein Publikum dank seiner rhetorischen Überlegenheit verführt habe. Außerdem behauptete Numenios, Karneades habe die Wahrheit, die ihm bekannt gewesen sei, vorsätzlich verhüllt. Diese Legende kannte auch der Kirchenvater Augustinus, der den Skeptizismus bekämpfte. Er glaubte, Karneades habe ebenso wie die anderen akademischen Skeptiker eine dogmatische Geheimlehre vertreten, die er vor der Öffentlichkeit verborgen habe.

### Mittelalter und Frühe Neuzeit

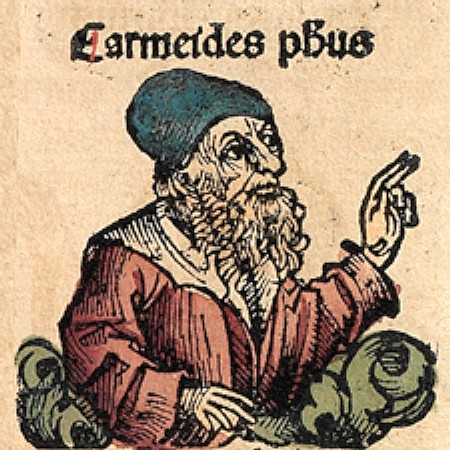
Karneades-Bild in der Schedelschen Weltchronik, 1493

Als im 13. Jahrhundert ein neues Interesse einer breiteren Öffentlichkeit an antiker Philosophie erwachte, rückte auch Karneades wieder ins Blickfeld. Besondere Aufmerksamkeit richtete sich damals auf erbauliche und unterhaltsame Begebenheiten aus dem Leben der Denker. Autoren wie der Dominikaner Vinzenz von Beauvais und der Franziskaner Johannes Guallensis nahmen in ihre populären Handbücher anekdotisches Material über Karneades auf. Im frühen 14. Jahrhundert entstand der Liber de vita et moribus philosophorum, eine früher zu Unrecht Walter Burley zugeschriebene Sammlung von Nachrichten über antike Philosophen. In diesem außerordentlich einflussreichen Werk, das in mehrere Sprachen übersetzt wurde, ist Karneades ein Kapitel gewidmet, das sich allerdings weitgehend auf anekdotischen Stoff beschränkt. Auch in der Schedelschen Weltchronik von 1493 wird Karneades kurz auf solche Weise behandelt; er erscheint dort als „Carmeides“.
In der Frühen Neuzeit stieß der antike Skeptizismus in humanistischen Kreisen auf Interesse, wobei meist die nichtakademische „pyrrhonische“ Skepsis im Vordergrund stand. Im 16. Jahrhundert wurde teils kaum zwischen akademischer und pyrrhonischer Skepsis inhaltlich differenziert, doch manche Autoren hielten die beiden Richtungen auseinander. Pierre Galland und Guy de Brués nahmen in den Titeln ihrer antiskeptischen Schriften ausdrücklich auf die akademische Skepsis Bezug. Der portugiesische Denker Francisco Sanches knüpfte in einer 1581 erschienenen philosophischen Abhandlung an Karneades an, wobei er aber den Ausweg aus dem Dilemma der prinzipiellen Ungewissheit nicht wie der antike Philosoph in der Urteilsenthaltung suchte, sondern im Gegenteil für einen pragmatischen Verzicht auf überzogene Wahrheitsansprüche plädierte. Michel de Montaigne sowie im frühen 17. Jahrhundert Jean-Pierre Camus und John Donne schrieben den skeptischen Akademikern eine „dogmatische“ Skepsis ohne Selbsteinschluss zu („Ich weiß, dass ich nicht weiß“), den Pyrrhonikern einen konsequenten Skeptizismus, der auch seine eigenen Aussagen in den Zweifel einbezieht. Mit dieser für Karneades nicht zutreffenden Deutung der akademischen Skepsis folgten sie der Darstellung des antiken Pyrrhonikers Sextus Empiricus.
Der Rechtsphilosoph Hugo Grotius bezeichnete in der Vorrede zu seinem 1625 publizierten Werk De jure belli ac pacis libri tres („Drei Bücher vom Recht des Krieges und des Friedens“) Karneades als den besten Repräsentanten der Naturrechtsgegner. Er fasste die Position des griechischen Denkers, die er nur aus der Darstellung des Kirchenvaters Laktanz kannte, zusammen und bemühte sich, sie zu widerlegen und die Existenz eines von Natur aus bestehenden Völkerrechts zu erweisen.

### Moderne
Sehr unterschiedlich sind die Urteile in der Moderne ausgefallen. Hegel ging ausführlich auf Karneades ein. Er sah in dessen Skeptizismus die Frucht eines Erkenntnisstrebens, das in Rom zunächst durch die skeptische Argumentation gegen traditionelle Werte äußerlich als „Verderben“ und „Sündenfall“ in Erscheinung getreten sei. Dies sei unvermeidlich gewesen. Dadurch sei dem Denken die Aufgabe zugefallen, die von Karneades verursachte Krise zu bewältigen, wozu das von konservativen Kreisen geforderte administrative Einschreiten ein untaugliches Mittel gewesen sei. Das „Übel des Denkens“ könne und müsse „sich nur durch sich selbst heilen“. Aus ganz anderer Perspektive urteilte der Historiker Theodor Mommsen. Er meinte, Karneades habe in Rom bewirken wollen, dass „der ganz schandbare Handel“ der Besetzung von Oropos als gerechtfertigt erscheine. Dazu sei er in der Lage gewesen, da er „die Kunst verstand Recht zu Unrecht und Unrecht zu Recht zu machen“. Sein Auftreten sei eine „förmliche Kriegserklärung gegen Glaube und Sitte“ der Römer gewesen, die jedoch auf die Dauer erfolglos geblieben sei, denn solche „Sophistik konnte nur gedeihen, wo wie in Athen die geistreiche Maulfertigkeit zu Hause war“.
Von Bewunderung geprägt war die Einschätzung des bedeutenden Philosophiehistorikers Eduard Zeller. Er war der Ansicht, Karneades habe „diese ganze Denkweise“ (des Skeptizismus) „zu ihrer wissenschaftlichen Vollendung gebracht“. Ähnlich dachte Hermann Mutschmann. Er stellte fest, Karneades habe „den modernen Begriff der wissenschaftlichen Hypothese vorweggenommen“.
Edwin L. Minar sah in Karneades einen Materialisten und Atheisten. Anthony A. Long meinte, eine Nähe des antiken Skeptikers zur modernen britischen Philosophie feststellen zu können, die sich in der Berufung auf die normale Sprache und auf empirische Beobachtung zeige.